# Coupe des confédérations de futsal
La Coupe des confédérations de futsal est une compétition internationale de futsal créée en 2009 s'adressant aux sélections nationales masculines.

## Organisation

### Dénominations
Les deux premières éditions ont lieu en 2009 et 2013 sous la dénomination de Coupe des confédérations, ou Coupe Al-Fateh. 
L'édition 2014 est nommée Coupe continentale.

### Participants
Si les équipes participantes ont un niveau disparate, l'épreuve permet aux meilleures équipes de chaque continent de disputer un tournoi de niveau mondial même si elles n'appartiennent pas à l'élite du football.
Seul le premier tournoi est organisé par la Fédération internationale de football association (FIFA). Outre l'équipe nationale du pays hôte du tournoi et l'équipe championne du monde, les champions continentaux des six confédérations de football participent à la compétition. Il s'agit là des vainqueurs de la Coupe d'Afrique des nations, du Championnat d'Asie, du Championnat d'Europe, du Championnat d'Océanie, ainsi que des vainqueurs de la Copa América et du Championnat CONCACAF.
En 2013, trois équipes sont invitées par le Brésil pour participer au tournoi.
En 2014, un format plus proche de la version FIFA est organisé avec des champions continentaux et seulement deux invités.

## Palmarès
Les quatre éditions ont un vainqueur différent.
| Édition | Hôte      | Vainqueur | Finaliste | Troisième | Quatrième | Nombre d'équipe |
| ------- | --------- | --------- | --------- | --------- | --------- | --------------- |
| 2009    | Libye     | Iran      | Uruguay   | Libye     | Guatemala | 5               |
| 2013    | Brésil    | Brésil    | Colombie  | Chili     | Croatie   | 4               |
| 2014    | Koweït    | Argentine | Tchéquie  | Brésil    | Italie    | 8               |
| 2022    | Thaïlande | Maroc     | Iran      | Thaïlande | Finlande  | 6               |

### Par pays
| # | Pays      | Vainqueurs | Finalistes | Troisième |
| - | --------- | ---------- | ---------- | --------- |
| 1 | Iran      | 1          | 1          | 0         |
| 2 | Brésil    | 1          | 0          | 1         |
| 3 | Argentine | 1          | 0          | 0         |
| - | Maroc     | 1          | 0          | 0         |
| 4 | Tchéquie  | 0          | 1          | 0         |
| - | Uruguay   | 0          | 1          | 0         |
| - | Colombie  | 0          | 1          | 0         |
| 5 | Thaïlande | 0          | 0          | 1         |
| - | Chili     | 0          | 0          | 1         |
| - | Libye     | 0          | 0          | 1         |